# Cosolapa
Cosolapa là một đô thị thuộc bang Oaxaca, México. Năm 2005, dân số của đô thị này là 14305 người.